# Satoši Tezuka
Satoši Tezuka (japonsko 手塚 聡), japonski nogometaš in trener, 4. september 1958.
Za japonsko reprezentanco je odigral 25 uradnih tekem.